# 泊手
泊手（とまりて、トマイディ）とは、沖縄の琉球王国で手 (沖縄武術)から発展したという首里手、那覇手と並ぶ、唐手（現・空手道）の三大系統の一つであり、主に琉球第二の貿易港のあった泊村（現・那覇市）に住む人々によって行われたものである。
泊は貿易港であったため、当時、多くの中国人等、貿易に携わる外国人が出入りしていた。また、泊には、中国や朝鮮からの漂着人を受け入れる施設が当時はあったという。この施設に収容される漂着人の中には拳法に長じた人もおり、このような漂着人から地元の村人が拳法の教えを乞うて習ったのが、泊手の始まりであると言われている。
泊手の明確な起源は、首里手、那覇手以上に判然としない。幕末の頃、地元の照屋親雲上規箴（1804年-1864年）が中国山東省出身の漂着人・禅南（チャンナン）より、中国武術を学んだという説を紹介する本もあるが、幕末時には、照屋は老年であり亡くなる直前なので、この話はつじつまが合わない。
首里手は敏捷性重視、那覇手は鍛錬重視が特徴とも一般に言われるが、泊手の特徴は「泊武士は片足でも怖い。」とも言われるように片脚立ちに代表される不安定な立ち方からの入り身技にある。その他の技術は首里手と近かったと見なされている。泊手の代表的な型（形）には、左から始まるナイファンチ、パッサイ（松茂良、親泊等）、ワンカン、ワンシュウ、ローハイ、チントウなどがある。
泊手の代表的な空手家は、照屋の他には、宇久嘉隆、松茂良興作、親泊興寛、山田義恵、伊波興達、仲宗根正侑などがいる。伊波に教えを受けた久場長仁の系統の屋良朝意が大阪で活動しており、仲宗根からは剛泊会の渡嘉敷唯賢氏に継承されている。松茂良や親泊に教えを受けた本部朝基、喜屋武朝徳などの流派に、その特徴は受け継がれている。
現在、泊手が継承されている流派には、本部流、松林流、少林寺流、泊手空手道協会（剛泊会）、松茂良流興徳会などがある。